# Моталунга (Новара)
Моталунга је насеље у Италији у округу Новара, региону Пијемонт.
Према процени из 2011. у насељу је живело 88 становника. Насеље се налази на надморској висини од 273 м.